# قناة موسيقى بلاد الرافدين

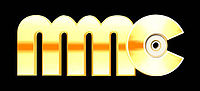

قناة فضائية كوردية تابعة لحزب العمال الكردستاني وهي قناة غنائية والمختصر mmc تعني mezopotamia music channel.